# ミステリー・メン
『ミステリー・メン』（原題：Mystery Men）は、1999年制作のアメリカ合衆国の映画。
架空の未来都市を舞台に、スーパーヒーローを目指すダメ人間たちの活躍を描いたSFコメディ映画。ボブ・バーデン原作のダークホースコミックス“Flaming Carrot Comics”の映画化。
日本では劇場未公開で、WOWOWでの放映タイトルは『ミステリー・メン/俺たちヒーロー志願』。

## あらすじ
架空の未来都市チャンピオン・シティ。ここに暮らす3人のダメ人間、ミスター・フューリアス、ブルー王子、シャベラーは、スーパーヒーロー・キャプテン・アメージングに憧れ、彼のようになることを夢みて活動していた。しかし、そのキャプテン・アメージングの実体は、商業主義にどっぷり漬かった最低の俗物だった。
そんなある日、キャプテン・アメージングが世紀の大悪党カサノバに拉致されてしまう。それを知った3人はカサノバの魔の手から街を守るべく立ちあがるが…。

## キャスト
- ミスター・フューリアス/ロイ：ベン・スティラー（吹替：堀内賢雄）
- ブルー王子/ジェフ：ハンク・アザリア（吹替：斎藤志郎）
- シャベラー/エディ：ウィリアム・H・メイシー（吹替：田原アルノ）
- キャプテン・アメージング/ランス・ハント：グレッグ・キニア（吹替：相沢正輝）
- カサノバ・フランケンシュタイン：ジェフリー・ラッシュ（吹替：土師孝也）
- モニカ：クレア・フォーラニ（吹替：唐沢潤）
- ボウラー/キャロル：ジャニーン・ガラファロー（吹替：深見梨加）
- ドクター・ヘラー：トム・ウェイツ（吹替：中博史）
- インビジブル・ボーイ：ケル・ミッチェル（吹替：吉田孝）
- スプリーン：ポール・ルーベンス（吹替：島田敏）
- スフィンクス：ウェス・ステュディ（吹替：宝亀克寿）
- アナベル：レナ・オリン
- トニー・P ：エディー・イザード（吹替：天田益男）
- ペンシルヘッド：ダグ・ジョーンズ
- ワッフラー：デイン・クック（吹替：青山穣）
- ヴァイオレット：ルイーズ・ラサー
- ビッグ・レッド：アーティ・ラング
- ヴィクター：リッキー・ジェイ
- ルシール：ジェニファー・ルイス
- ブッチ：コービン・ブルー

吹替その他、佐藤しのぶ、鈴木紀子、乃村健次、遠藤純一、星野充昭、藤原美央子、火野カチコ、清水敏孝

## 関連作品
- ウォッチメン (映画)
- キャプテン・アメリカ